# Lijst van voetbalinterlands Djibouti - Zuid-Soedan
Deze lijst van voetbalinterlands is een overzicht van alle officiële voetbalwedstrijden tussen de nationale teams van Djibouti en Zuid-Soedan. De landen hebben tot op heden vier keer tegen elkaar gespeeld. De eerste ontmoeting, een kwalificatiewedstrijd voor de Afrika Cup 2019, werd gespeeld in Djibouti op 22 maart 2017. Het laatste duel, een kwalificatiewedstrijd voor de Afrika Cup 2023, vond plaats op 27 maart 2022 in Entebbe (Oeganda).

## Wedstrijden
| № | Plaats     | Datum         | Competitie                   | Wedstrijd              | Uitslag |
| - | ---------- | ------------- | ---------------------------- | ---------------------- | ------- |
| 1 | Djibouti   | 22 maart 2017 | Afrika Cup 2019 kwalificatie | Djibouti − Zuid-Soedan | 2 − 0   |
| 2 | Djoeba     | 28 maart 2017 | Afrika Cup 2019 kwalificatie | Zuid-Soedan − Djibouti | 6 − 0   |
| 3 | Alexandrië | 23 maart 2022 | Afrika Cup 2023 kwalificatie | Djibouti − Zuid-Soedan | 2 − 4   |
| 4 | Entebbe    | 27 maart 2022 | Afrika Cup 2023 kwalificatie | Zuid-Soedan − Djibouti | 1 − 0   |

## Samenvatting
| Competitie              | Totaal gespeeld | Winst Djibouti | Gelijk | Winst Zuid-Soedan | Doelsaldo Djibouti – Zuid-Soedan |
| ----------------------- | --------------- | -------------- | ------ | ----------------- | -------------------------------- |
| Afrika Cup-kwalificatie | 4               | 1              | 0      | 3                 | 4 − 11                           |
| Totaal                  | 4               | 1              | 0      | 3                 | 4 − 11                           |

Wedstrijden bepaald door strafschoppen worden, in lijn met de FIFA, als een gelijkspel gerekend.
FDF · A-internationals · Djiboutiaans vrouwenelftal · Olympisch elftal · 
1990 – 1999 ·
2000 – 2009 ·
2010 – 2019 ·
2020 − 2029
1994 · 
1995 · 
1996 · 
1997 · 
1998 · 
1999 · 
2000 · 
2001 · 
2002 · 
2003 · 
2004 · 
2005 · 
2006 · 
2007 · 
2008 · 
2009 ·
2010 · 
2011 · 
2012 ·
2013 ·
2014 ·
2015 · 
2016 ·
2017 ·
2018 ·
2019 ·
2020 ·
2021 ·
2022 ·
2023 ·
2024
Algerije ·
Burkina Faso ·
Burundi ·
Comoren ·
Congo-Kinshasa ·
Egypte ·
Equatoriaal-Guinea ·
Eritrea ·
Ethiopië ·
Gambia ·
Guinee-Bissau ·
Jemen ·
Kenia ·
Libanon ·
Liberia ·
Malawi ·
Mauritius ·
Namibië ·
Niger ·
Oeganda ·
Pakistan ·
Rwanda ·
Sierra Leone ·
Soedan ·
Somalië ·
Swaziland ·
Tanzania ·
Togo ·
Tunesië ·
Zambia ·
Zimbabwe ·
Zuid-Soedan
SSFA · Zuid-Soedanees vrouwenelftal
Interlands
Tegenstander:
Benin ·
Botswana ·
Burkina Faso ·
Burundi ·
Congo-Brazzaville ·
Congo-Kinshasa ·
Djibouti ·
Egypte ·
Equatoriaal-Guinea ·
Ethiopië ·
Gabon ·
Gambia ·
Jordanië ·
Kameroen ·
Kenia ·
Malawi ·
Mali ·
Mauritanië ·
Mozambique ·
Oeganda ·
Oezbekistan ·
Rwanda ·
Sao Tomé en Principe ·
Senegal ·
Seychellen ·
Soedan ·
Somalië ·
Togo ·
Zuid-Afrika